# Луканин, Василий Михайлович
Васи́лий Миха́йлович Лука́нин (27 апреля [9 мая] 1889, с. Дуброво, Пермская губерния — 10 октября 1969, Ленинград) — российский, советский оперный певец (бас-баритон), педагог; Заслуженный артист РСФСР (1940).

## Биография
Окончил Пермское духовное училище, в котором с 14 лет руководил хором. Затем жил в Соликамске, выступал в любительских концертах.
В 1909—1913 гг. обучался пению на частных курсах у профессора Петербургской консерватории И. С. Томарса; деньги на обучение были собраны балалаечным оркестром Соликамска, давшим несколько платных концертов. Одновременно пел в хоре театра «Зимний буфф», в 1912—1917 гг. выступал в петербургских театрах («Луна-парк», «Троицкий театр миниатюр», Народный дом, Театр музыкальной драмы). В 1918—1922 гг. в составе оперной антрепризы М. К. Максакова выступал в городах Урала и Сибири. В 1922—1924 гг. концертировал в Харбине, Пекине, Шанхае и др. городах Китая. С 1924 года выступал в Москве («Свободная опера»), с 1925 г. — в различных городах страны: Киев (сезон 1925/26), Астрахань (1926—1928), Пермь (сезон 1927/1928), Нижний Новгород (1928), Саратов (1928, 1931—1932), Свердловск (1928), Баку (1928—1930; первый исполнитель партии Пугачёва в бакинской премьере «Орлиного бунта» А. Ф. Пащенко), Тбилиси (1932—1934).
В 1934—1958 гг. — артист Ленинградского театра оперы и балета. В 1938 году был арестован по обвинению в шпионаже в пользу Японии; военным трибуналом в 1939 году оправдан за отсутствием состава преступления, освобождён.
В годы Великой Отечественной войны выступал в составе фронтовых бригад.
С 1948 г. преподавал в театре, в 1956—1968 гг. — в Ленинградской консерватории (профессор с 1965 г.). В числе его учеников — С. Л. Гаудасинский, В. П. Малышев, Е. Е. Нестеренко, Г. В. Селезнев, Г. Д. Исаханов.
Был членом Художественного совета Ленинградского театра оперы и балета им. С. М. Кирова, членом редколлегии многотиражной газеты «За советское искусство», в которой печатал статьи о творчестве артистов театра, рецензии. В 1962 г. был членом жюри II Всесоюзного конкурса вокалистов им. М. И. Глинки.

### Семья
Жена — Галина Петровна Сабашникова.

## Творчество
Обладал глубоким голосом широкого диапазона, исполнял как басовые, так и баритональные партии. Среди партнёров: Л. А. Андреева-Дельмас, К. Г. Держинская, Г. М. Нэлепп, Ф. И. Шаляпин, И. П. Яшугин.
В концертах исполнял романсы отечественных и зарубежных композиторов. Записывался на грампластинки.

### Оперные роли
- Сусанин — «Иван Сусанин» М. И. Глинки
- Руслан — «Руслан и Людмила» М. И. Глинки
- Мельник — «Русалка» А. С. Даргомыжского
- Досифей — «Хованщина» М. П. Мусоргского
- Кум — «Сорочинская ярмарка» М. П. Мусоргского
- Борис Годунов; Пимен; Варлаам — «Борис Годунов» М. П. Мусоргского
- Галицкий; Кончак — «Князь Игорь» А. П. Бородина
- Кочубей — «Мазепа» П. И. Чайковского
- Гремин — «Евгений Онегин» П. И. Чайковского
- Томский — «Пиковая дама» П. И. Чайковского
- Кардинал — «Орлеанская дева» П. Чайковского (1945)
- Царь Салтан — «Сказка о царе Салтане (опера)» Н. А. Римского-Корсакова
- Демон — «Демон» А. Г. Рубинштейна
- Вакуленчук — «Броненосец „Потёмкин“» О. С. Чишко (первый исполнитель)
- Стенька Разин — «Стенька Разин» С. В. Бершадского
- Пугачёв — «Орлиный бунт» А. Ф. Пащенко
- Свенгали — «Трильби» А. Юрасовского
- Дед Семён — «Семья Тараса» Д. Кабалевского (первый исполнитель 2-й редакции, ГАТОБ; 1950)
- Дон Базилио — «Севильский цирюльник» Дж. Россини
- Линдорф; Коппелиус; Дапертутто; Миракль — «Сказки Гофмана» Ж. Оффенбаха
- Мефистофель — «Фауст» Ш. Гуно
- Монах — «Дон Карлос» Дж. Верди (Большой театр, 1917, постановка Ф. И. Шаляпина);
- Спарафучиле — «Риголетто» Дж. Верди
- Нилаканта — Лакме Л. Делиба
- Марсель — «Гугеноты» Дж. Мейербера
- Лунардо — «Четыре самодура» Э. Вольф-Феррари (первый исполнитель в СССР, 1928)

### Избранные труды
- Луканин В. М. Мой метод работы с певцами / Сост., [предисл.] и общ. ред. Е. Нестеренко. — Л. : Музыка, 1972. — 48 с.
- Луканин В. М. Обучение и воспитание молодого певца / Сост. и общ. ред. Е. Нестеренко. — 2-е изд., перераб. — Л. : Музыка, 1977. — 87 с.

## Награды и признание
- Заслуженный артист РСФСР (1940).